# Macintosh Performa

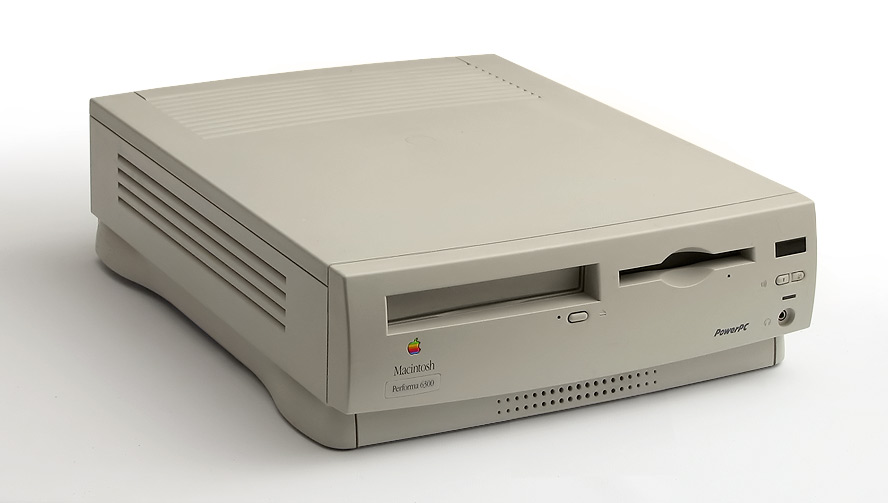
Performa 6300 PowerPC

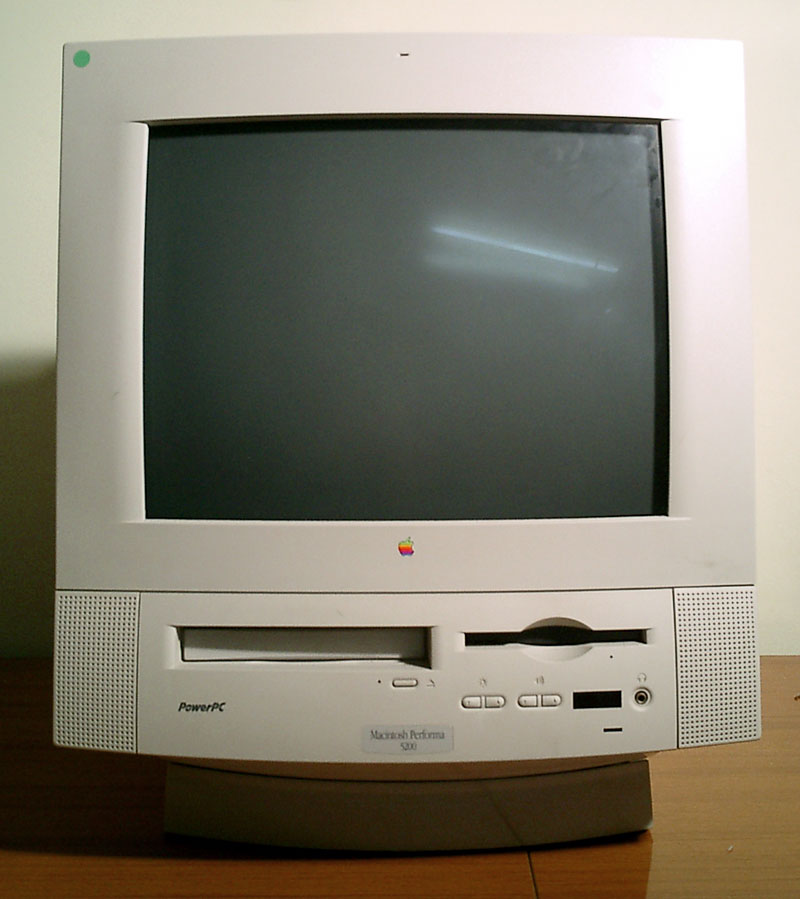
Performa 5200 PowerPC

Macintosh Performa är en serie persondatorer av Macintoshtyp från Apple först släppta 1992 som efterträdare till Macintosh LC (som den även byggde vidare på) och komplettering till Macintosh Quadra-serien.
De första varianterna hade en billigare varianter av Motorola 68040-processorn men fick senare PowerPC-processorer, Performa efterträddes/kompletterades av Power Macintosh under 1994 och gick ur produktion 1997.